# Ashley Greene
Pour les articles homonymes, voir Greene.
Ashley Greene Khoury, née le 21 février 1987 à Jacksonville (Floride), est une actrice et mannequin américaine. 
Elle est principalement connue pour avoir interprété le rôle d'Alice Cullen, dans la saga Twilight, entre 2008 et 2012.

## Biographie

### Enfance et formation
Née à Jacksonville, en Floride, Ashley Michele Greene est la fille de Michele Tatum, qui travaille dans l'assurance, et de Joseph Lacy Greene, qui a servi dans les Corps des Marines des États-Unis et qui a sa propre société de béton,. 
Elle a grandi entre Middleburg et Jacksonville ; elle a étudié au lycée, University Christian School, avant d'intégrer le lycée, Wolfson High School. À l'âge de 17 ans, elle a quitté sa ville natale pour s'installer à Los Angeles, afin de devenir actrice. Ashley a un frère aîné Joseph Greene Junior, qui réside à Jacksonville avec leurs parents.

### Débuts et révélation: SagaTwilight

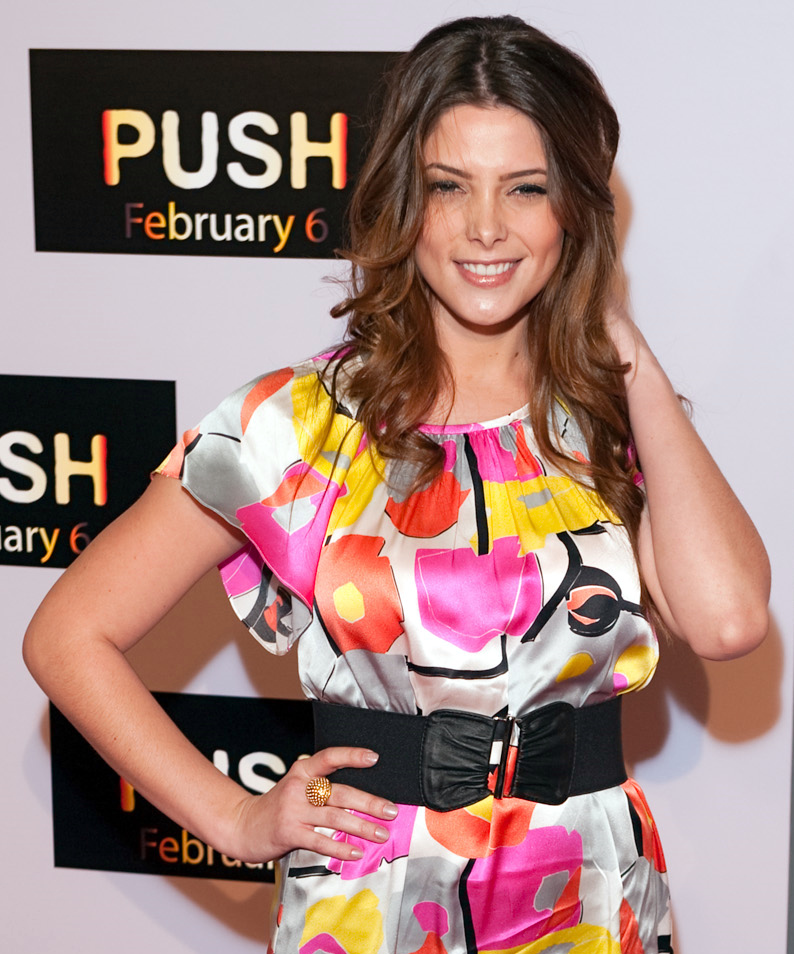
Lors de l'avant première du film Push, en 2009.

Plus jeune, Ashley souhaitait devenir mannequin mais elle ne pouvait pas car elle était trop petite (1,65 m) ; on lui a donc conseillé de se lancer dans la comédie. Après avoir suivi des cours de comédie, elle décide de se consacrer au métier d'actrice. Elle a donc obtenu son diplôme de fin d'études secondaires plus tôt que prévu et est partie vivre à Los Angeles.
C'est à l'âge de 18 ans qu'Ashley se lance officiellement dans la comédie, en apparaissant dans des séries télévisées comme Punk'd : Stars piégées et Preuve à l'appui. Elle décroche ensuite des rôles mineurs dans deux longs métrages avant d'obtenir son premier rôle récurrent, à la télévision, pour le feuilleton américain Desire.
Elle obtient son premier grand rôle en 2007, à l'âge de 20 ans, dans la saga Twilight - adaptée de la série de romans, Twilight de Stephenie Meyer. Elle y incarne le rôle d'Alice Cullen dans les cinq films ; Twilight, chapitre I : Fascination (2008), Twilight, chapitre II : Tentation (2009), Twilight, chapitre III : Hésitation (2010), Twilight, chapitres IV et V : Révélation (2011 et 2012),. 
Ce rôle lui permet de se faire connaître et lance sa carrière. En dépit d'un grand succès commercial et d'un réel engouement auprès d'un jeune public, la saga divise les critiques. En témoigne les différentes citations et récompenses obtenues par l'ensemble de la distribution et Ashley Greene elle-même. Elle remporte quatre trophées lors des Teen Choice Awards (dont celui de la révélation féminine et de la voleuse de vedette) mais se retrouve également citée lors de la cérémonie parodique des Razzie Awards. 
Profitant de cette nouvelle notoriété, elle développe sa carrière au cinéma. En 2009, elle joue un petit rôle dans la comédie dramatique Le Psy d'Hollywood avec Kevin Spacey et porte le film d'horreur indépendant Summer's Blood. Mais aucun de ces projets ne rencontrent le succès.  

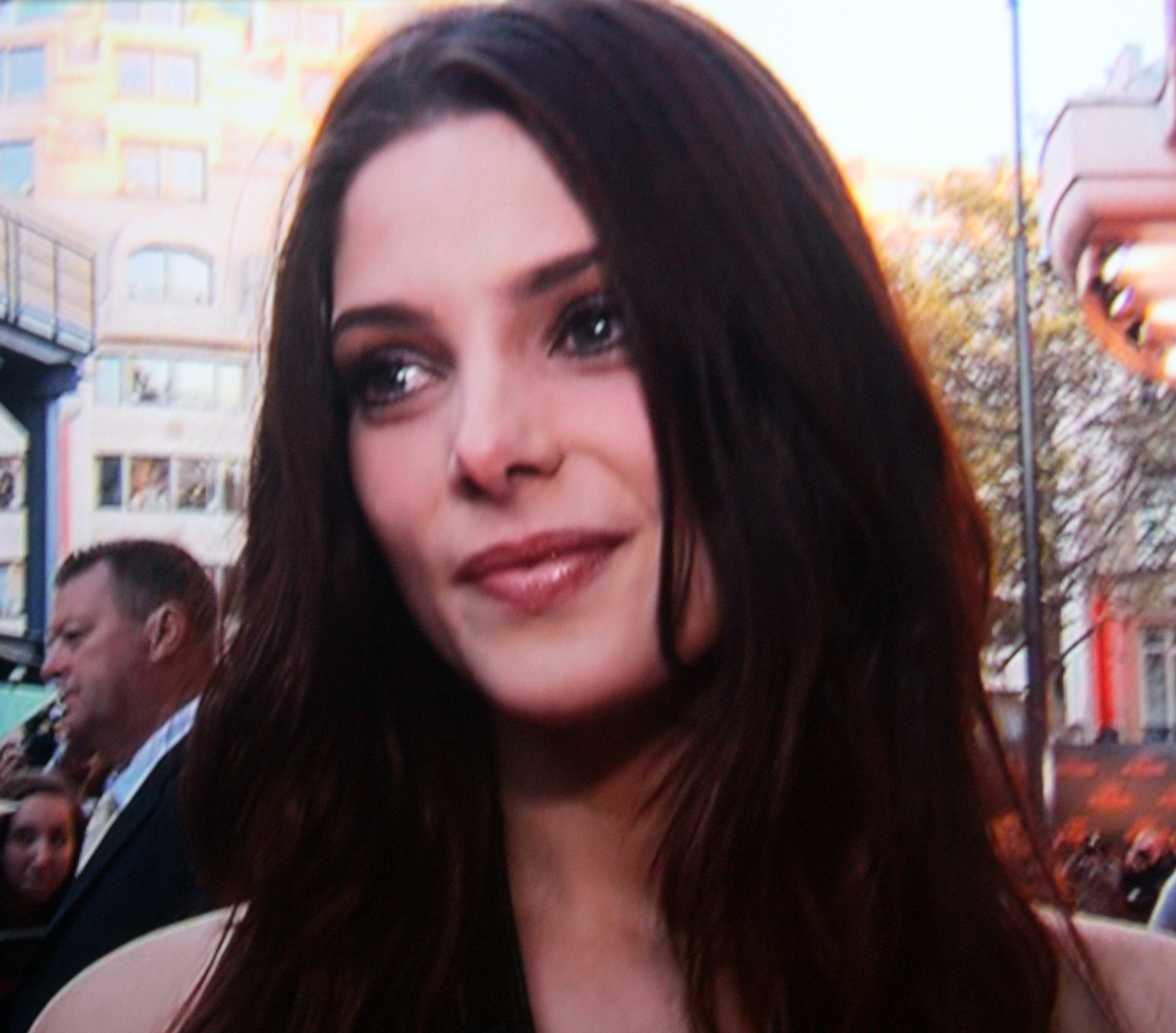
Lors d'une rencontre avec les fans de la série de films Twilight, en 2011.

En 2010, elle a joué le rôle de Michelle Burkham dans le drame indépendant Skateland, fraîchement accueilli bien que présenté au Festival du film de Sundance. Cette même année, elle a également tourné dans le film, LOL USA, aux côtés de Miley Cyrus et Demi Moore - qui est sorti en salles en 2012. Il s'agit du remake du film français LOL qui a été réalisé par la même réalisatrice.
Entre-temps, elle enchaîne les déconvenues : on la retrouve à l'affiche du film de science fiction Radio Free Albemuth, elle retrouve Kellan Lutz pour le drame A Warrior's Heart et enfin elle participe à la comédie La Famille Pickler. Trois longs métrages, trois échecs cuisants,,,,.

### Passage au second plan et cinéma indépendant

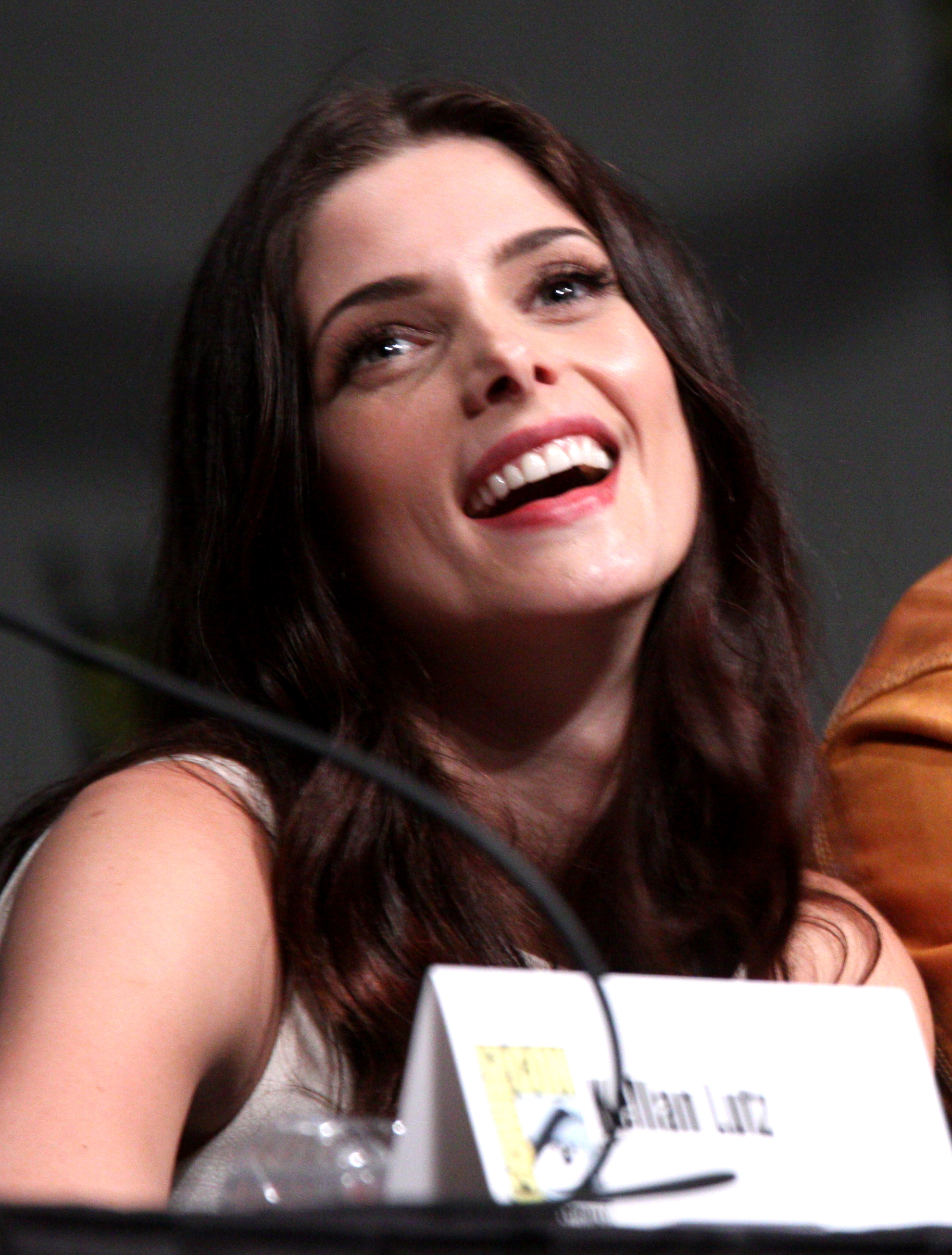
Au Comic-Con de San Diego, en 2012.

Entre 2011 et 2012, elle tente sa chance à la télévision et elle intervient dans quelques épisodes de l'éphémère série Pan Am avec Christina Ricci et Margot Robbie, parallèlement, son projet de série télévisée Americana pour le réseau ABC est finalement annulé. La même année, elle porte le film d'horreur de Dark Castle Entertainment, Apparition dans lequel un groupe de scientifiques tentent de prouver que des manifestations paranormales sont l'œuvre de l'esprit humain.   
Elle retourne donc au cinéma, essentiellement dans des seconds rôles : elle seconde Alan Rickman et Malin Åkerman dans le drame musical CBGB (2013), l'année d'après, Zach Braff lui attribue un rôle dans sa comédie dramatique Le Rôle de ma vie mais elle porte, tout de même, le film d'horreur indépendant remarqué Kristy. Elle est également en tête d'affiche de la comédie horrifique Burying the Ex aux côtés d'Alexandra Daddario, un projet mal reçu par la critique mais qui remporte pourtant un prix lors des Saturn Awards 2016. Il s'ensuit la comédie potache Staten Island Summer dont elle partage la vedette aux côtés de Graham Phillips, dont l'accueil s'avère mitigé.  
Entre 2016 et 2017, elle décroche un rôle récurrent dans la série télévisée policière Rogue, portée par Thandie Newton. Au cinéma, elle participe au thriller Urge aux côtés de Pierce Brosnan, disponible en DVD pour le public français en février 2018, elle fait confiance à James Franco pour le drame Les Insoumis un film tiré du roman du même nom original de John Steinbeck, sorti en 2017 qui fut présenté lors du Festival du cinéma américain de Deauville en 2016. Enfin, elle incarne Priscilla Presley dans le drame indépendant Shangri-La Suite avec Emily Browning.  
L'année suivante, elle est à l'affiche du film d'action et d'aventures Snowblind, aux côtés de Karl Urban et Forrest Goodluck, un long métrage adapté du roman éponyme de Don Roff. Dans le même temps, elle participe au thriller d'action Profession tueur avec Scott Adkins et garde un pied dans l'indépendant pour la comédie Antiquities avec Mary Steenburgen.   
En 2019, elle seconde les actrices Charlize Theron, Nicole Kidman et Margot Robbie en jouant dans le thriller Bombshell. La même année, elle est choisie aux côtés de Shawn Ashmore afin de porter le thriller Aftermath.     

## Vie privée
De juillet 2010 à mars 2011, Ashley Greene a une relation très médiatisée avec Joe Jonas, membre des Jonas Brothers. En décembre 2016, elle se fiance en Nouvelle-Zélande avec le musicien libano-australien Paul Khoury (né le 6 septembre 1988), son compagnon depuis 2013. Le couple se marie le 6 juillet 2018 à San José (Californie). Le 16 septembre 2022, elle donne naissance à leur fille, Kingsley Rainn Khoury.

## Filmographie

### Cinéma
- 2007 : King of California de Mike Cahill : une femme dans le McDonald's
- 2008 : Otis de Tony Krantz : Kim #4
- 2008 : Twilight, chapitre I : Fascination de Catherine Hardwicke : Alice Cullen
- 2009 : Le Psy d'Hollywood de Jonas Pate : Missy
- 2009 : Summer's Blood de Lee Demarbre : Summer Matthews
- 2009 : Twilight, chapitre II : Tentation de Chris Weitz : Alice Cullen
- 2010 : Skateland (en) d'Anthony Burns : Michelle Burkham
- 2010 : Twilight, chapitre III : Hésitation de David Slade : Alice Cullen
- 2010 : Radio Free Albemuth de John Alan Simon : Rhonda
- 2011 : A Warrior's Heart de Mike Sears : Brooklyn
- 2011 : La Famille Pickler de Jim Field Smith : Kaitlen Pickler
- 2011 : Twilight, chapitre IV : Révélation : Partie 1 de Bill Condon : Alice Cullen
- 2012 : LOL USA de Lisa Azuelos : Ashley
- 2012 : The Apparition de Todd Lincoln : Kelly
- 2012 : Twilight, chapitre IV : Révélation : Partie 2 de Bill Condon : Alice Cullen
- 2013 : CBGB de Randall Miller : Lisa Kristal
- 2014 : Le Rôle de ma vie (Wish I Was Here) de Zach Braff : Janine
- 2014 : Kristy d'Oliver Blackburn : Violet
- 2014 : Burying the Ex de Joe Dante : Evelyn
- 2015 : Staten Island Summer (en) de Rhys Thomas (en) : Krystal Manicucci
- 2016 : The Duke (Urge) d'Aaron Kaufman : Theresa
- 2016 : Les Insoumis de James Franco : Alice
- 2016 : Shangri-La Suite d'Eddie O'Keefe : Priscilla Presley
- 2018 : Profession tueur (Accident Man) de Jesse V. Johnson : Charlie Adams
- 2018 : Antiquities de Daniel Campbell : Ellie
- 2019 : Scandale (Bombshell) de Jay Roach : Abby Huntsman
- 2020 : Blackjack : The Jackie Ryan Story de Danny A. Abeckaser : Jenny Burke
- 2021 : Aftermath de Peter Whinter : Nathalie Daditch
- 2021 : One Shot de James Nunn
- 2022 : The Immaculate Room de Mukunda Michael Dewil : Simone
- 2023 : The Retirement Plan de Tim Brown : Ashley
- 2025 : The Ritual : L'Exorcisme d'Emma Schmidt (The Ritual) de David Midell : Sœur Rose

### Télévision

#### Séries télévisées
- 2005 : Punk'd : Stars piégées : La Petite Amie (1 émission)
- 2006 : Preuve à l'appui : Ann Rappaport (saison 5, épisode 11)
- 2006 : MADtv : Amber (saison 11, épisode 17)
- 2006 : Desire : Renata (7 épisodes)
- 2008 : Shark : Natalie Faber (saison 2, épisode 12)
- 2011 - 2012 : Pan Am : Amanda Mason (saison 1, 5 épisodes)
- 2012 : Americana : Alice Garano (pilote non retenu)
- 2016 - 2017 : Rogue : Mia (saison 3 et saison 4, 17 épisodes)
- 2024 : Wild Cards : Wendy (saison 1, épisode 6)

#### Téléfilms
- 2019 : La Fiancée de Noël (Christmas on My Mind) de Maclain Nelson : Lucy Lovett
- 2020 : Un Noël plein de charme (A Little Christmas Charm)  de Rich Newey (en) : Holly Hayes

### Jeu vidéo
- 2015 : Batman: Arkham Knight : Barbara Gordon / Oracle

## Voix francophones
En France, Edwige Lemoine est la voix régulière d'Ashley Greene.
Au Québec, elle est principalement doublée par Ariane-Li Simard-Côté.
En France
| - Edwige Lemoine dans : - Twilight, chapitre I : Fascination - Twilight, chapitre II : Tentation - Summer's Blood - Twilight, chapitre III : Hésitation - Twilight, chapitre IV : Révélation, 1re partie - La Famille Pickler - Twilight, chapitre V : Révélation, 2e partie - LOL USA - Dernier été à Staten Island - Les Insoumis - Un Noël plein de charme (téléfilm) - Aftermath - One Shot - Wrong Place (en) | Et aussi - Caroline Victoria dans Pan Am (série télévisée) - Malvina Germain dans Batman: Arkham Knight (voix, jeu vidéo) - Bénédicte Bosc dans Scandale - Sandra Valentin dans Une retraite d'enfer |

Au Québec
| - Ariane-Li Simard-Côté dans : - Twilight : La Fascination - La Saga Twilight : Tentation - La Saga Twilight : Hésitation - La recette du succès - La Saga Twilight: Révélation - Partie 1 - LOL - La Saga Twilight: Révélation - Partie 2 | Et aussi - Rachel Graton dans Solitaire (série télévisée) |

## Distinctions

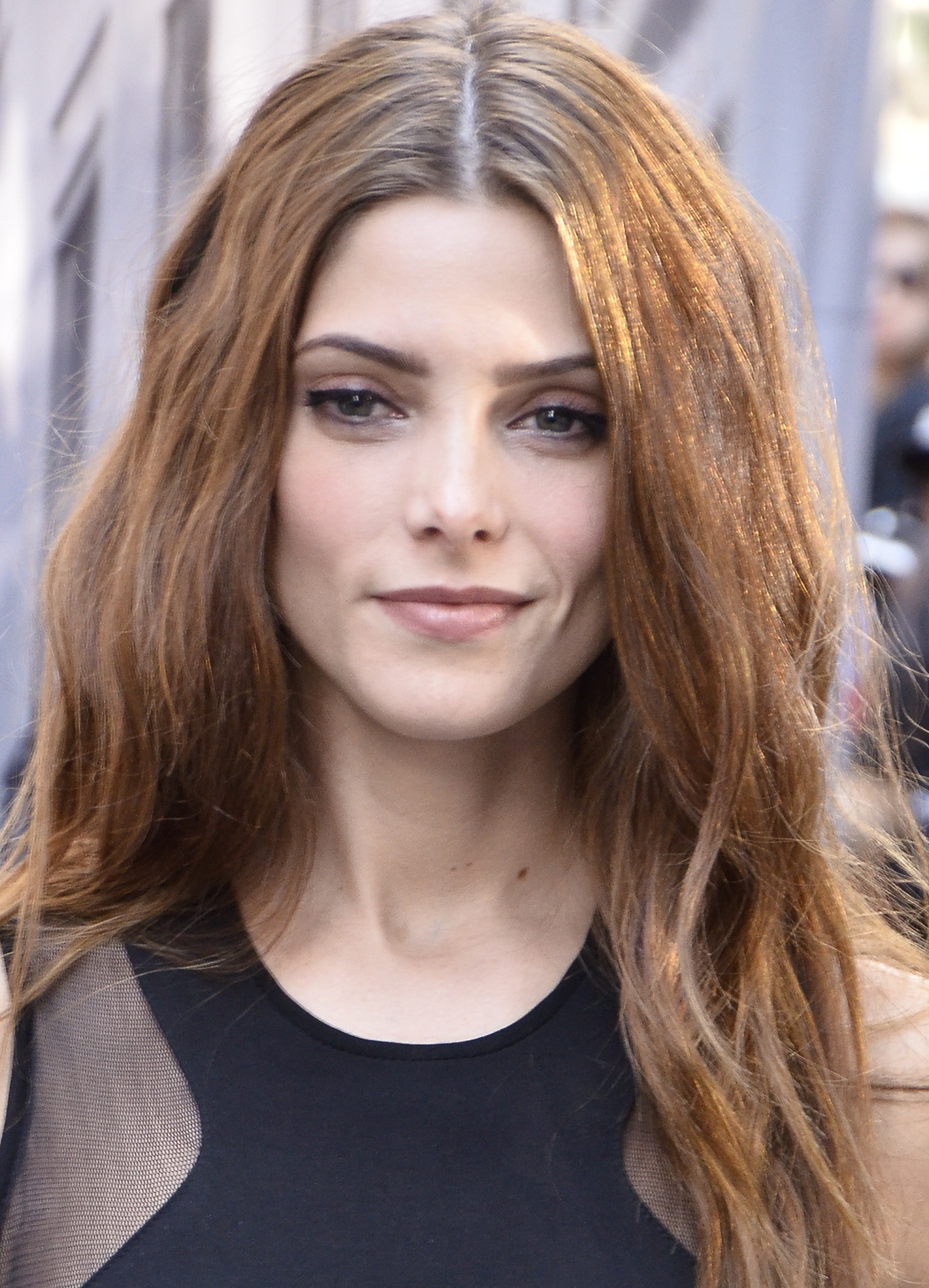
Lors des Street Style NYFW 2012.

Sauf indication contraire ou complémentaire, les informations mentionnées dans cette section proviennent de la base de données IMDb.

### Récompenses
- 2009 : Teen Choice Awards : Meilleure espoir féminin pour Twilight, chapitre I : Fascination
- 2010 : Teen Choice Awards : Meilleure voleuse de vedette et personnalité(s) ayant les fans les plus 'fanatiques' (avec l'ensemble du casting) pour Twilight, chapitre II : Tentation
- 2011 : Teen Choice Awards : Meilleure voleuse de vedette pour Twilight, chapitre III : Hésitation
- 2012 : Young Hollywood Awards : Superstar féminine de demain
- 2012 : Teen Choice Awards : Meilleure voleuse de vedette pour Twilight, chapitre IV : Révélation : Partie 1
- 2013 : Razzie Awards : Pire casting (partagé avec les autres acteurs du film) pour Twilight, chapitre IV : Révélation : Partie 2

### Nominations
- 2009 : Scream Awards : Meilleure actrice dans un second rôle pour Twilight, chapitre I : Fascination
- 2009 : Scream Awards : Meilleure distribution pour Twilight, chapitre I : Fascination
- 2013 : Razzie Awards : Pire second rôle féminin pour Twilight, chapitre IV : Révélation : Partie 2